# Parolpium pallidum
Parolpium pallidum är en spindeldjursart som beskrevs av Beier 1967. Parolpium pallidum ingår i släktet Parolpium och familjen Olpiidae. Inga underarter finns listade i Catalogue of Life.